# شهرستان مدیسون (نبراسکا)
شهرستان مدیسون، نبراسکا (به انگلیسی: Madison County, Nebraska) یک سکونتگاه مسکونی در ایالات متحده آمریکا است که در نبراسکا واقع شده‌است.

## خصوصیات
شهرستان مدیسون ۱٬۴۸۹٫۲۵ کیلومترمربع مساحت دارد.